# هاسينمات
هاسينمات (بالإنجليزية: Hasenmatt)‏ هو أحد جبال سلسلة جورا ويقع في كانتون سولوتورن في سويسرا. يحتل المرتبة رقم 419 في قائمة جبال سويسرا من حيث الارتفاع، إذ يبلغ ارتفاعه حوالي 1445 متر، بينما يبلغ ارتفاع نتوء الجبل 618 متر.